# Sjunde himlen (film)
Sjunde himlen är en svensk komedifilm från 1956 i regi av Hasse Ekman. I huvudrollerna ses Sickan Carlsson, Hasse Ekman och Gunnar Björnstrand.

## Handling
Radioidolen Willy Lorens (Hasse Ekman) gör succé i radioserien "Sjunde himlen". Mängden beundrarpost och uppmärksamhet blir till slut för mycket för Willy, som drabbas av en mindre kollaps. Han tas in på sjukhus där han möter doktor Lovisa Sundelius (Sickan Carlsson), i stort sett den enda kvinna i Sverige som inte beundrar radioidolen.
Eftersom det är sändningsdag för programmet får han en vitaminspruta (intramuskulärt) och tillstånd att sända programmet från sjuksängen. Meningen är att en flicka ska medverka i programmet men hon uteblir; när Lovisa tittar in i rummet, får han henne att spela rollen som flicka. Hon improviserar hej vilt och sätter radioidolen i en roll han inte önskade. Nästa dag är han på löpsedlarna och förstasidorna där tidningarna skriver om fadäsen.
För att komma ifrån det hela köper han en bussbiljett till Italien, samma resa som även Lovisa Sundelius har en biljett till. Med på resan finns också Lovisas tråkige fästman (Gunnar Björnstrand).

## Om filmen
Filmen inspelades med exteriörbilder filmade i Helsingborg, Hamburg, Heidelberg, Venedig, Assisi och Rom samt med interiörbilder från Filmstaden i Råsunda.
Filmen premiärvisades 11 juni 1956 på Röda Kvarn i Stockholm. Den fick 1959 uppföljaren Himmel och pannkaka.

## Rollista i urval
- Sickan Carlsson - Lovisa Sundelius, underläkare
- Hasse Ekman - Willy "Etershejken" Lorens
- Gunnar Björnstrand - major Ernst C:son Kruuse, Lovisas fästman
- Stig Järrel - Sture Turesson, radioproducent
- Sigge Fürst - radioförfattare
- Inga Gill - fröken Jonasson, sångerska
- Torsten Winge - Torsten Tidström, urmakare
- Gunnar Sjöberg - fader Bernhard Svanström, präst
- Bellan Roos - Inez, Lovisas hushållerska
- Doreen Denning - Lisa Brattström, bussvärdinnan
- Solveig Svensson - fröken Jonasson, sångerska
- Ulla-Britt Svensson  fröken Jonasson, sångerska
- Hans von Otto - tysk reseledare i Hamburg
- Lars Egge - svenske ambassadören i Rom
- Lars Kåge - Liljekvist, legationssekreterare
- Margareta Henning - fru Liljekvist, bröllopsvittne
- Nils Whiten - ambassadbetjänten

## Musik i filmen
- I sjunde himlen, kompositör Georg Enders, sång Sickan Carlsson
- Bussvisan, kompositör Kai Gullmar, text Hasse Ekman, sång Inga Gill, Solveig Svensson och Ulla-Britt Svensson
- Der Vogelhändler (Fågelhandlaren), kompositör Carl Zeller, tysk text Moritz West och Ludwig Held
- Gamla Heidelberg (I Heidelberg), kompositör Kai Gullmar, text Hasse Ekman, sång Sickan Carlsson
- Bella Venezia, kompositör och text Hasse Ekman, sång Sickan Carlsson

## DVD
Filmen gavs ut på DVD 2014 och 2017.